# Aunty Jack Introduces Colour
 (janvier 2022).
Aunty Jack Introduces Colour est une édition spéciale télévisée de The Aunty Jack Show (en), diffusée sur la chaîne de télévision Australian Broadcasting Corporation dans la nuit du 28 février 1975. Elle a été créée deux ans après la fin de The Aunty Jack Show et mettait en vedette le personnage principal, Aunty Jack, joué par Grahame Bond, même si elle avait été tuée lors de la dernière saison en 1973. L'épisode durait cinq minutes et était la première émission d'ABC Television à être diffusée en couleur.

## Caractéristiques
L'émission spéciale montre les trois personnages principaux essayant de lutter contre l'invasion de la télévision par le monstre de couleur. Tante Jack, (Grahame Bond (en)), Thin Arthur (Rory O'Donoghue (en)) et Kid Eager (Garry McDonald (en)) sont aspirer dans le monde de la télévision couleur, avec la couleur qui se relève du bas vers le haut de l'écran, convertissant ABC Television en couleur. Les personnages tentent de résister, avec tante Jack faisant un effort futile pour combattre le processus avec un « décolorant ».

## Dates de diffusion
L'émission spéciale a commencé trois minutes avant minuit, afin que l'épisode passe en couleur à minuit pour qu'il bat  toutes les autres stations de télévision commerciales australiennes ( qui ont changé de couleur le 1er mars 1975). Cependant, de nombreuses sources dire à tort que l'épisode a été diffusé le 1er mars.

## Informations techniques
- Durée - 5 minutes.
- Format d'image - 4:3